# 髮管

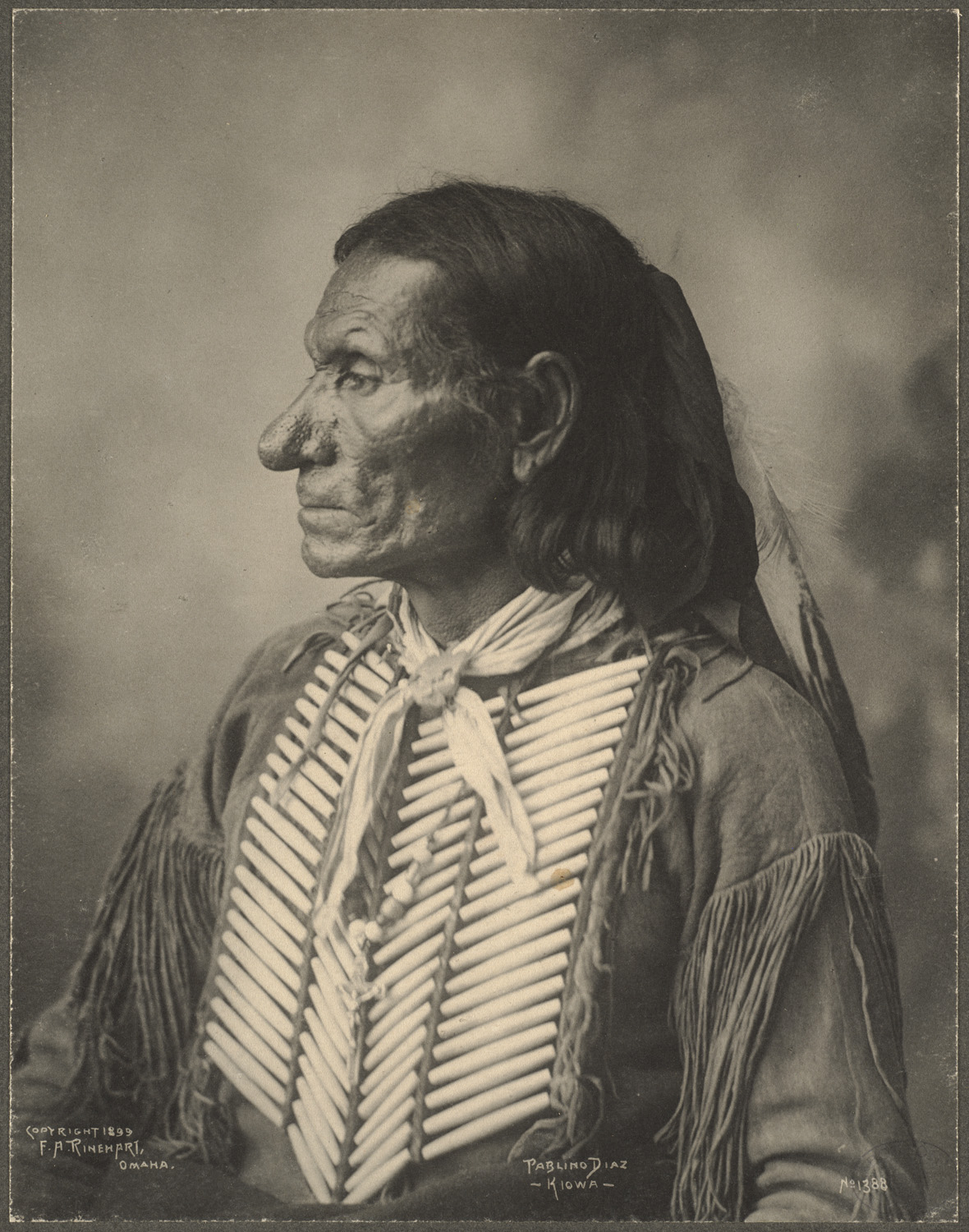
一名穿戴髮管胸甲的基奧瓦人，摄于1899年

髮管（英語：Hair pipe）是北美印第安人穿戴的一种串状饰品，通常被视为一种极宽长的珠饰，是北美大平原和太平洋西北地区原住民的传统饰品。髮管的材料一般是獸骨，可用作项链、耳环或胸甲。
19世纪后半叶起，由于美国白人屠杀野牛，平原印第安人陷入经济萧条和饥荒，佩戴髮管作为项链或胸甲成为身份的象征。髮管在19世纪80年代至20世纪10年代间尤为流行。19世纪70年代以后，亦有以玉米芯烟斗制作髮管的例子及白人商人批量生产髮管售卖给印第安人的事例。1878年，美國商人約瑟夫·舍伯恩（Joseph H. Sherburne）和蓬卡人贸易，售卖了大量玉米芯烟斗以制作髮管，此后他开始批量生产骨管链，售卖给印第安人。

## 图集

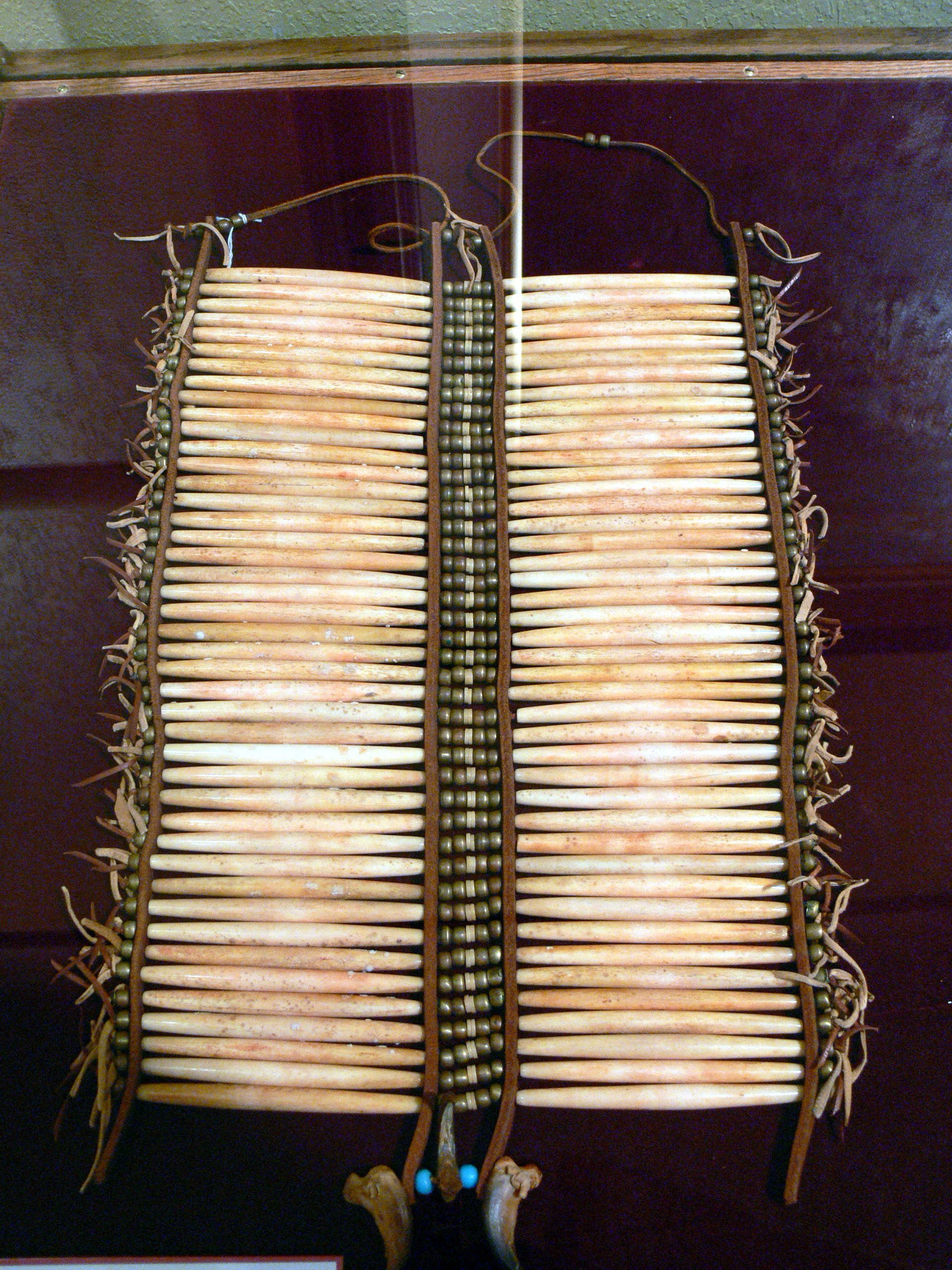
黑脚人的兽骨髮管
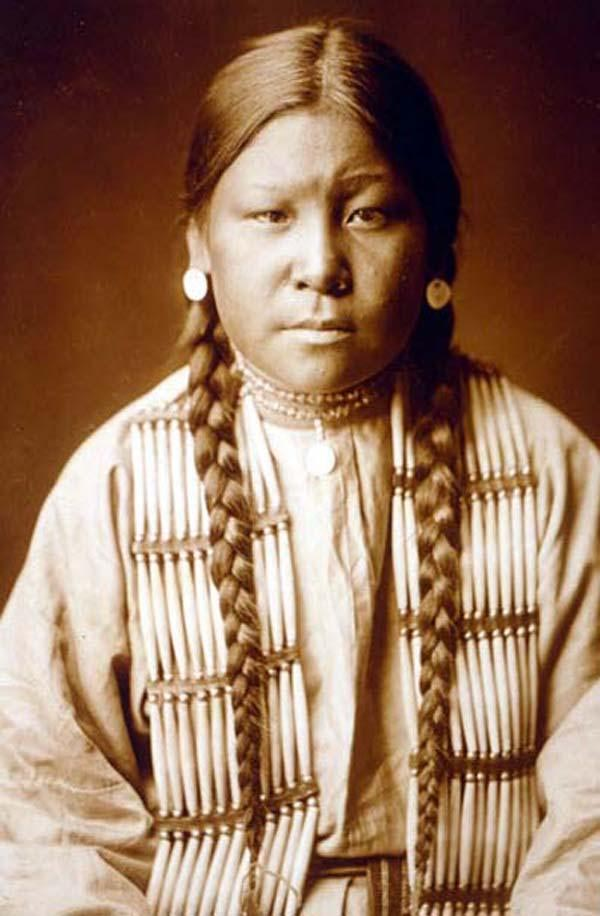
佩戴髮管的夏延族女子
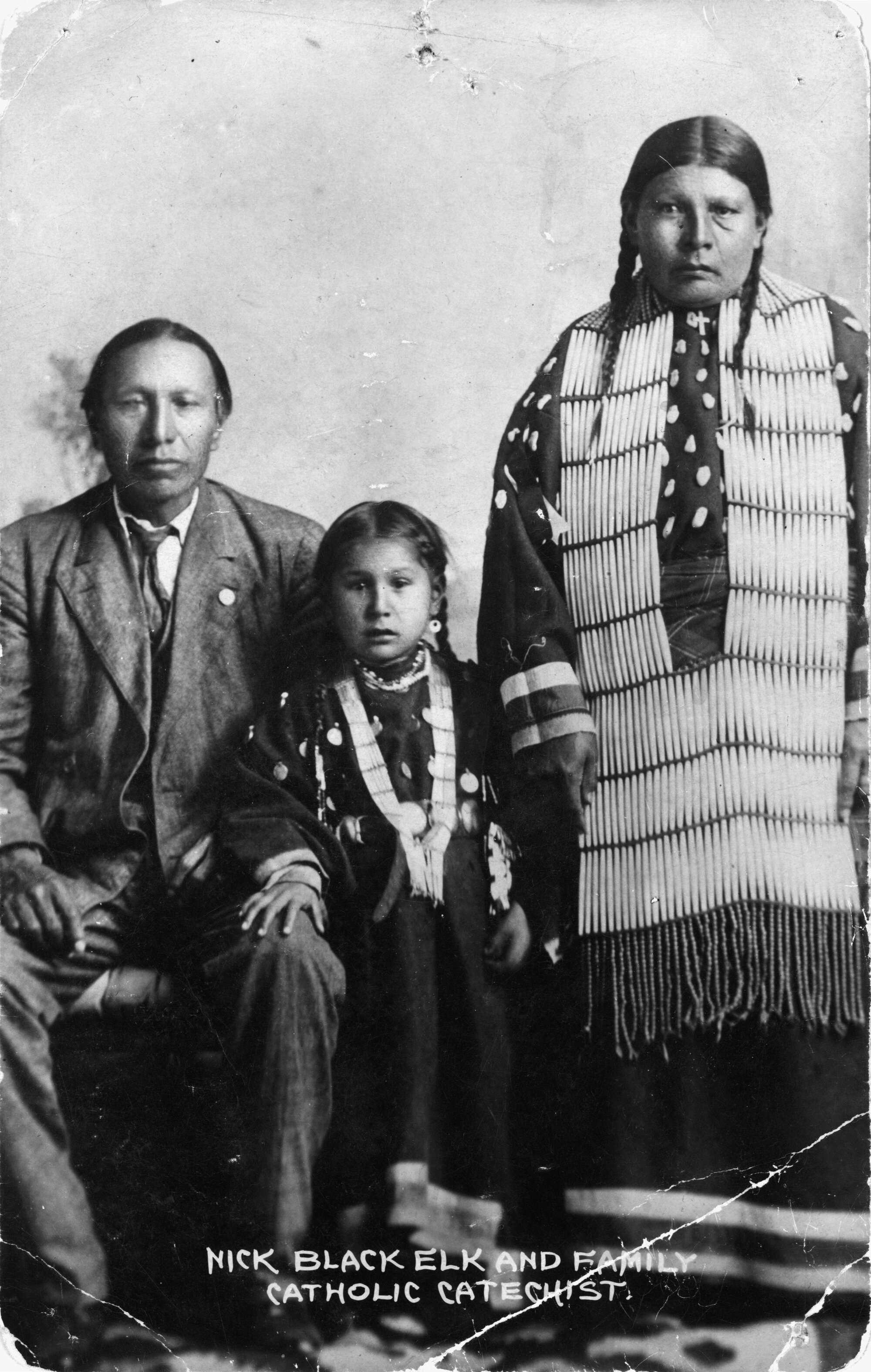
苏族人黑麋鹿及其妻女，可见其妻穿戴的髮管项链
作为耳环穿戴的髮管